# المكتب الخامس

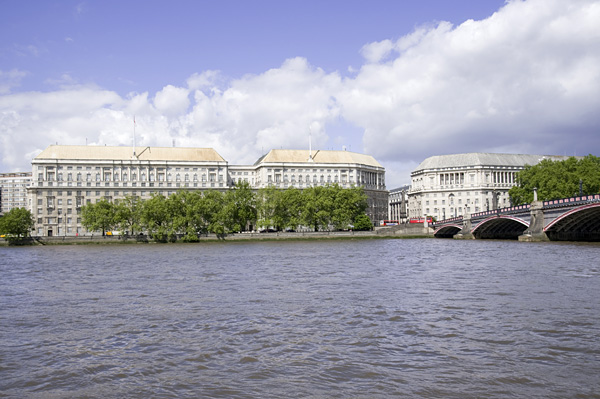
المكتب الخامس وجسر لامبيث.

المكتب الخامس أو جهاز الأمن (بالإنجليزية: MI5)، المعروف عالميا باسم القسم الخامس في هيئة المخابرات العسكرية (إم أي 5) (بالإنجليزية: Military Intelligence, Section 5) وكالة الاستخبارات والأمن المحلية في المملكة المتحدة تعمل مع جهاز الاستخبارات البريطاني (إم أي 6)، مكاتب الاتصالات الحكومية البريطانية (GCHQ) وهيئة استخبارات الدفاع (DI).
يتبع المكتب الخامس لجنة المخابرات المشتركة (JIC)، تحت قانون خدمة الأمن لعام 1989. أسس الجهاز بهدف حماية الديمقراطية البرلمانية والمصالح الاقتصادية، مكافحة الإرهاب والتجسس داخل المملكة المتحدة. ورغم أن وظيفة المكتب الخامس الأساسية هي حماية الأمن الداخلي، إلا أنه قد يضطلع أيضاً بأدوار خارجية تساعد على إنجاح مهامه الداخلية.
يقع مقر قيادة المكتب الخامس منذ سنة 1995 في تيمس هاوس بمنطقة ميلبانك، لندن. يشارك المكتب الخامس في تيمس هاوس ما يسمى بمكتب أيرلندا الشمالية، مقر المركز المشترك لتحليل الإرهاب، الذي يتبع جهاز الأمن. يتبع المكتب الخامس 9 مكاتب موزعة في المملكة المتحدة، منها قيادة في أيرلندا الشمالية، ويعتقد أن له قيادة أخرى في غلاسغو. يسمى المكتب بالصندوق 500، في إشارة إلى عنوانه الرسمي القديم في زمن الحرب (صندوق بريد 500) أما عنوانه الحالي فهو صندوق بريد 3255، لندن.

## التنظيم
يعمل المكتب الخامس تحت إدارة وزير الداخلية داخل مجلس الوزراء. يدير المكتب مدير عام برتبة سكرتير دائم للخدمة المدنية البريطانية، يدعم المكتب بشكل مباشر منظمة الأمن الداخلي، الأمانة العامة، فرع الاستشارات القانونية وفرع خدمات المعلومات. أما نائب المدير العام فمسؤول عن النشاط التشغيلي للخدمة. فهو مسئول عن أربعة فروع هم:
- مكافحة الإرهاب الدولي.
- مركز استشارات الأمن القومي (مكافحة الانتشار والتجسس المضاد).
- مكافحة الإرهاب الأيرلندي والمحلي.
- العمليات الفنية والمراقبة.

تدار الخدمة وفقا لرؤية لجنة الاستخبارات المشتركة للأولويات التشغيلية الاستخباراتية، وتتعاون مع العديد من الهيئات مثل جهاز الاستخبارات البريطاني، مكاتب الاتصالات الحكومية البريطانية وعدد من الهيئات الأخرى داخل الحكومة البريطانية والقاعدة الصناعية. أما مسئولية الإشراف فهي ضمن اختصاصات لجنة الاستخبارات والأمن التابعة لأعضاء البرلمان، الذين يتم تعيينهم مباشرة من قبل رئيس الوزراء ومفوض سلطات التحقيق، كما تقوم محكمة سلطات التحقيق بممارسة الرقابة القضائية على سلوك الخدمة لضمان توافق عمليات الخدمة مع التشريعات البريطانية مثل قانون تنظيم سلطات التحقيق لعام 2000، قانون تنظيم سلطات التحقيق لعام 2016، قانون حماية البيانات لعام 2018 والعديد من البنود التشريعية الأخرى. بموجب المادة 23 من قانون حرية المعلومات لعام 2000، فإن المعلومات التي تحتفظ بها الخدمة معفاة من الكشف عنها.
يلتزم جميع موظفي الخدمة بقانون الأسرار الرسمية. في ظروف معينة، يمكن التصريح للموظفين بالقيام بنشاط قد يكون إجراميًا في الأوضاع الطبيعية داخل المملكة المتحدة.
في أبريل 2020، شغل كين ماكالوم منصب المدير العام الحالي خلفا لأندرو باركر.
في عام 2009، احتفلت الخدمة بالذكرى المئوية لتأسيسها ونشرت كتاب رسمي بعنوان «الدفاع عن المملكة: التاريخ المعتمد لإم أي 5»، كتبه كريستوفر أندرو، أستاذ التاريخ الحديث والمعاصر في جامعة كامبريدج.

## التاريخ

### السنوات الأولى
في عام 1909، تأسس جهاز الأمن مشتقا من مكتب الخدمة السرية، الذي تأسس بدوره قبل 112 عام بغرض التركيز على أنشطة حكومة الإمبراطورية الألمانية في مبادرة تعاون مشترك بين مكتب الخدمة السرية ومكتب الحرب. آنذاك، قسم المكتب إلى قسمين. قسم بحري والجيش تخصصوا مع مرور الوقت في التجسس الأجنبي المستهدف وأنشطة مكافحة التجسس الداخلي. أسس التخصص بعد طلب استخبارات الأميرالية المتعلقة بالقوة البحرية للحد ومراقبة القوة البحرية الإمبراطورية الألمانية. في عام 1914، تم إضفاء الطابع الرسمي على هذا التخصص وبداية الحرب العالمية الأولى، حيث خضع القسمان لعدد من التغييرات الإدارية، وأصبح القسم الرئيسي مديرية الاستخبارات العسكرية القسم 5، وهو الاسم الذي لا يزال معروفًا به في الثقافة الشعبية حتى الآن.

شغل فيرنون كيل من فوج ستافوردشاير الجنوبي منصب الرئيس المؤسس لقسم الجيش، وظل في المنصب حتى الفترة الأولى من الحرب العالمية الثانية. لم يكن يتعدى دور هذا القسم إلا ضمان الأمن القومي من خلال مكافحة التجسس، فمع عدد قليل من الموظفين بالتعاون مع الفرع الخاص لشرطة العاصمة انحصر دور القسم في تحديد العملاء الأجانب بينما وفر الفرع القوة البشرية للتحقيق في شؤونهم وعمليات الاعتقال والاستجواب.
في اليوم التالي من إعلان الحرب العالمية الأولى، صرح وزير الداخلية الإنجليزي، ريجينالد ماكينا، بالتالي:
«خلال الأربع وعشرين ساعة الماضية، قد تم اعتقال ما لا يقل عن واحد وعشرين جاسوسا، أو مشتبه فيه في أماكن مختلفة من البلاد وخصوصا في المراكز العسكرية أو البحرية المهمة. من بينهم من هو معروف منذ فترة طويلة بأنه جاسوس».
جاء هذا البيان تبريرا لحملة اعتقالات كبيرة والتي أثارت جدلا تاريخيا مؤخرا.
وفقا للتاريخ الرسمي للمكتب الخامس، بلغ عدد من وضعوا تحت المراقبة 22 شخصا. في 29 يوليو، أرسل كيل رسائل إلى قوات الشرطة المحلية لإعطائهم إعلانا مسبقا لحملة الاعتقالات التي ستتم بمجرد إعلان الحرب. بدأت شرطة بورتسوث حملة الإعتقال باعتقال فرد ممن ذكروا في القائمة في 3 أغسطس. لم تستطع الشرطة المحلية إلقاء القبض على القائمة المكونة من 22 شخص قبل الوقت الذي ألقى فيه ماكينا خطابه. مع ذلك، يعتبر التاريخ الرسمي للمكتب الحملة بمثابة ضربة مدمرة للإمبراطورية الألمانية بشكل عام وعلى القيصر بشكل خاص بعد حرمانهم من حلقة تجسس كاملة.
تغيرت وجهة النظر بالكامل بعد تصريح نيكولاس هيلي بأن تلك الحادثة قصة ملفقة بالكامل. في عام 2006، نشرت مقالته «دخول القوائم» في مجلة الذكاء والأمن القومي يذكر فيها نتائج ما توصل إليه، وهو ما أكده في مقالته التالية إعادة دخول القوائم التي يذكر فيها أن ملفات القضايا قد تم اختراعها وتلفيقها من قضايا لاحقة.

### فترة ما بين الحربين
اتسم أداء المكتب بالنجاح في العقد الأول والثاني من القرن العشرين في مجال مكافحة التجسس. طوال الحرب العالمية الأولى، حاولت ألمانيا زرع جواسيس لها داخل بريطانيا، الأمر الذي تصدى له المكتب وقام بتحديد أغلب الجواسيس إن لم يكن كلهم. استخدم المكتب الخامس طريقة تعتمد على رقابة صارمة على عمليات دخول البلاد والخروج منها بالإضافة إلى تفتيش البريد على نطاق واسع. في سنوات ما بعد الحرب، بدأ الاتحاد السوفيتي ومنظمة الكومنترن بدعم الأنشطة الثورية خلسة داخل المملكة المتحدة، لكن بسبب قلة كفاءة السوفييت بالمقارنة مع البريطانيين رجحت كفة البريطانيون وفشلت تلك الأنشطة.
في تلك الأثناء، تطور دور المكتب بشكل كبير بسبب هستيريا التجسس وبدأت الحكومة بتمويله بموارد أكثر بكثير مما تحتاجه بالفعل لمراقبة واعتقال الجواسيس الألمان. كما هو شائه داخل البيروقراطيات الحكومية، تطور دور المكتب ليتناسب مع ميزانيته الجديده فأصبح مسئولا عن الحرب على سبيل المثال.
تزايد دور المكتب السياسي أكثر مع مرور الوقت، حيث اشتمل على مراقبة المنظمات السلمية، والمنظمات المناهضة للتنجيد ومنظمات العمل المنظم ولم يعد يكتفي بمراقبة العملاء الأجانب فقط. بحلول نهاية الحرب العالمية الأولى، ازداد نفوذ المكتب الخامس كثيرا على الرغم مم عدم حصولها على صلاحيات الاعتقال. استمر نفوذ المكتب بالإزدياد بعد صراع قصير على أيهما أكثر سلطة بعد انتهاء الحرب خصوصا بين رئيس المكتب الخامس آنذاك ورئيس الفرع الخاص، السير باسل طومسون.
بعد الحرب العالمية الأولى، اعتبر السياسيون المهتمون بالميزانية العامة للدولة أن إدارة كيل غير ضرورية. في عام 1919، تم تخفيض ميزانية المكتب الخامس من 100,000 جنيه إسترليني وأكثر من 800 ضابط إلى 35,000 جنيه إسترليني و 12 ضابط فقط. بالتزامن مع تعيين السير باسل طومسون من الفرع الخص مديرا للاستخبارات الداخلية وفي القيادة العليا لمكتب مكافحة التمرد والاستخبارات المحلية. يتفق ذلك مع ما ذكره المؤرخ الرسمي للمكتب الخامس كريستوفر أندرو في كتابه الرسمي عن تاريخ الدفاع عن المملكة، نشر عام 2010، أنه لم يكن للمكتب دور محدد وواضح في الحرب الأنجلو أيرلندية.
ساء الموقف أكثر بعد انضمام العديد من ضباط كيل إلى وكالة طومسون الجديدة، مديرية الاستخبارات الداخلية. لذلك لم يكن تذكر أي عملية ذات عواقب ملموسة للمكتب الخامس خلال حرب الاستقلال الأيرلندية. بيد أن المكتب في ذلك الوقت تولى تدريب ضباط الجيش البريطاني من إدارة المخابرات العسكرية (DMI)، كتيبة الجيش الصامت والمعروف أيضا باسم إم زيرو 4. تلقى الضباط تدريبهم سريعا من قبل قدامى المحاربين في مكتب إم أي 5 في مدينة هونسلو باراكس، خارج لندن ونقلوا سريعا إلى دبلن في ربيع عام 1919. بمرور الوقت، بلغ عدد الضباط المتدربيين 175 ضابط أرسلوا جميعا إلى أيرلندا، ليصبحوا تحت قيادة الجنرال سيسيل رومر ونائبه المقدم ستيفن سيرل هيل ديلون.
في أبريل 1919، وصل العقيد والتر ويلسون من إدارة المخابرات العسكرية إلى دبلن لتولي الإدارة اليومية لكتيبة الاستخبارات المكونة من 175 ضابط، تم تعيين الوحدة على أنها الفرع الخاص لمنطقة دبلن نظرها لعملها داخل حدود منطقة دبلن العسكرية التابعة للجيش. أعير أيضا الكولونيل البحري الملكي هيو مونتجومري من إدارة المخابرات البحرية إلى طاقم استخبارات الجنرال سيسل رومر.
نشرت تقارير حديثة من الجيش البريطاني تقيم مستوى كتيبة الاستخبارات المكونة من 175 ضابط وصفتهم فيها بمجموعة هواة. ذكرت تلك التقارير تعاطي المحققين الكحول وترددهم على بيوت الدعارة. لكن الإخفاق الأكبر كان من نصيب أحد عملاء باسل طومسون، جون تشارلز بيرنز، عميل مزدوج داخل الجيش الجمهوري الأيرلندي استطاع تحديد وكشف مايكل كولينز واقترب من اعتقاله قبل أن يتم اكتشافه كونه جاسوس بريطاني واعدامه من قبل الجيش الجمهوري الأيرلندي في مارس 1920.
اخترق ضابط استخبرات الجيش الجمهوري الأيرلندي مايكل كولينز مع زميل له وحدة الاستخبارات البريطانية بعد خداع محققين فيها وهما نيد بروي وديفيد نيلجان. تمكن كولينز من معرفة أسماء وأماكن إقامة كتيبة الاستخبارات البريطانية إم 04 المعروفين لدى عملاء الجيش الجمهوري الإيرلندي باسم عصابة القاهرة.
في يوم الأحد الدامي، أمر كولينز وحدته المضادة للتجسس، ذا سكواد وتعني الفريق باللغة العربية، باغتيال 25 عميل من عملاء كتيبة الاستخبارات البريطانية إم 04 والعديد من ضباط المحاكم البريطانية العسكريين وعميل واحد على الأقل من كتية الجنرال باسيل طومسون في مساكنهم في جميع أنحاء مدينة دبلن. بالرغم من تأثير حادث إطلاق النار على 14 ضابط بريطاني سلبيا على الروح المعنوية للجيش والشعب البريطاني إلا أن الجيش وصف العمل بالفاشل من نواح كثيرة حيث تم القبض على ثلاثة من رجال كولينز بعد مشاركتهم في تبادل لإطلاق النار في الشارع. أعلن في وقت لاحق أن اثنين على الأقل من الضباط البريطانيين الجرحى لا علاقة لهم على الإطلاق بالمخابرات البريطانية.
من ناحية أخرى، نجحت تلك العملية في إبطاء الزخم البريطاني حيث أعيد توزيع 160 عميل المتبقي من الكتيبة في أماكن آمنة داخل الفنادق الموالية بشدة في دبلن مع التشديد في ملاحقة كولينز والجيش الجمهوري الأيرلندي بلا هوادة حتى الهدنة.
في ديسمبر 1920، نقلت كتيبة فرع دبلن الخاص بالكامل من قيادة الجيش البريطاني إلى القيادة المدنية تحت قيادة نائب مفوض الشرطة العام أورموند وينتر، وبعد ذلك عرف باسم الفرع دي داخل قلعة دبلن.
بحلول يناير 1921، وصل عميل ذو خبرة للمكتب الخامس يدعى ديفيد بويل إلى قلعة دبلن لتولي الإدارة اليومية لفرع الدي. استقال القائد السابق للوحدة، الكولونيل ويلسون، احتجاجا على أخذ زمام الأمور منه. في حين ازدهر الفرع تحت القيادة الجديدة.
في ظهر يوم 21 نوفمبر 1920، أطلقت قوة مكونة من الجيش البريطاني والشرطة الملكية الأيرلندية بإطلاق الرصاص عشوائيا على 14 مدني في مباراة كرة قدم الغالية في ملعب كروك بارك.
في عام 1921، أجرى السير وارين فيشر، المفتش الحكومي العام لشؤون الخدمة المدنية، مراجعة شاملة لعمليات ونفقات مديرية الاستخبارات الداخلية التابعة لباسل طومسون. جاء التقرير لاذعا حيث اتهم طومسون بإهدار الأموال والموارد، وإجراء عمليات زائدة عن الحاجة وغير فعالة. بعد نشر التقرير بمدة قصيرة، اجتمع مجلس الوزراء بقيادة رئيس الوزراء ديفيد لويد جورج وأقالوا السير باسل طومسون وفضوا مديرية الاستخبارات الداخلية رسميا. مع خروج طومسون من الطريق، تمت إعادة الفرع الخاص إلى قيادة قسم التحقيقات الجنائية في سكوتلاند يارد. ساعد ذلك فيرنون كيل مرة أخرى من إعادة بناء المكتب الخامس واستعادة مكانته السابقة كجهاز تجسس محلي رئيسي في بريطانيا.
ساهم المكتب الخامس في عمليات إيطاليا خلال فترة ما بين الحربين وساعد بينيتو موسوليني في البدء في السياسة بأجر أسبوعي قدره 100 جنيه إسترليني.
مع دخول ثلاثينيات القرن الماضي، ظهر تراجع كبير في دور المكتب الخامس في مكافحة التجسس الأمر الذي وصفه البعض بأنه ضحية النجاح، حيث لم يكن قادرا على كسر طرق التفكير التي تطورت في أول عقدين من القرن العشرين والتكيف مع الأساليب الجديدة لأجهزة المخابرات العالمية بشكل عام والسوفيتية بشكل خاص مثل المفوضية الشعبية للشؤون الداخلية (إنْ كا ڤى دى) ومديرية المخابرات الرئيسية (جي أر يو).
انحصر تفكير المكتب في ذلك الوقت على تعليم العملاء التخفي وجمع المعلومات ببساطة من خلال الملاحظة أو الرشوة أو التحريض داخل المنظمات العمالية والقوات المسلحة. في حين طورت المفوضية الشعبية للشؤون الداخلية أساليب أكثر تعقيدا مثل تجنيد عملاء داخل الطبقات العليا مثل جامعة كامبريدج على سبيل المثال حيث ينظر إليهم على أنهم الصفوة واستثمار طويل الأمد.
نجحت المفوضية في ذلك واستطاعت الحصول على مناصب داخل الحكومة البريطانية نفسها مثل العميل كيم فيلبي الذي يرجع له الفضل في تزويد المفوضية بمعلومات حساسة جدا. ويعتبر واحدا من أنجح عملاء المفوضية بالإضافة إلى ودونالد ماكلين وجاي بيرجس وأنتوني بلانت وجون كيرنكروس المعروفين باسم خماسي كامبريدج،
 لم يتم اكتشاف المجموعة إلا بعد الحرب العالمية الثانية.

### الحرب العالمية الثانية
لم يختلف أداء المكتب الخامس خلال الحرب العالمية الثانية عن السنوات القليلة الماضية حيث استمرت موجة الفشل في التصاعد سواء من الناحية التنظيمية أو إدارة الموارد. لم يستطع المكتب القيام بمهمته المسنده إليه من مراقبة الأجانب والكشف عن الجواسيس واعتقال العملاء. ساهم ذلك في انهيار الوكالة بحلول عام 1940.
عندما تولى الرئيس ونستون تشرشل السلطة في أوائل عام 1940، وضع إقالة رئيس الوكالة طويل الأمد، فيرنون كيل من أوائل الإجراءات التي قام بها وتعين العميد المتقاعد هاركر بديلا له في بداية الحكم في منصب مدير عام بالنيابة قبل أن يستبدله مره أخرى ويقوم بتعيين ديفيد بيتري، رجل جهاز الاستخبارات البريطاني (الإس آي إس) مع الإبقاء على هاركر في منصب النائب. مع انتهاء معركة بريطانيا، والتخلي عن خطط الغزو خفت مخاوف الجاسوسية وعكست سياسة الاعتقال تدريجا.
خفف هذا الضغط على المكتب الخامس، وسمح لها بالتركيز على تأسيس منظومة الصليب المزدوج. استند هذا النظام إلى مذكرة داخلية صاغها ضابط المكتب الخامس في عام 1936، انتقد فيها السياسة طويلة الأمد المتمثلة في اعتقال وإرسال جميع عملاء العدو إلى المحاكمة. دعت المذكرة إلى تجنيد العملاء المقبوض عليهم إلى عملاء مزدوجين. جاء اسم اللجنة من الرقم 20 كما يُكتب في التعداد الروماني XX بعبارة أخرى «صليب مزدوج».
بدأ تنفيذ تلك الاستراتيجية مع عميل يدعي آرثر أوينز، يحمل اسم رمزي «سنو»، عندما عرض عليه المكتب تجنب الملاحقة القضائية وبالتالي إمكانية عقوبة الإعدام مقابل العمل كعميل مزدوج لبريطانيا وإرسال معلومات استخباراتيه زائفة إلى المخابرات الألمانية، أبفير.
استلزم هذا المكتب جهدا تنظيميا كبيرا حيث يجب أن تبدو المعلومات ذات قيمة ولكنها في الواقع زائفة. لذلك تم تشكيل لجنة رفيعة المستوى سميت بالمجلس اللاسلكي لتوفير تلك المعلومات. حقق النظام نجاحا بشكل غير عادي، أعلن مصادر من داخل المكتب في فترة ما بعد الحرب أنه من بين 115 عميلا ألمانيا استهدفوا بريطانيا تم التعرف والقبض على 114 عميل وتحويلهم إلى عملاء مزودجين بينما انتحر العميل الأخير.
لعب النظام دورا رئيسيا في حملة الخداع الضخمة التي سبقت عملية إنزال النورماندي. هدفت الحملة إعطاء الألمان انطباعا خاطئا عن موقع وتوقيت عمليات الإنزال.
بينما هدف منظومة الصليب المزدوج مع عملاء العدو الخارجي داخل بريطانيا، تأسس نظام جديد أصغر حجما يديره فيكتور روتشيلد لاستهداف المواطنين البريطانيين الذين يريدون مساعدة ألمانيا. أشرف النظام على عملية العمود الخامس، قام فيها إريك روبرتس، من عملاء المكتب الخامس بالتنكر في زي رجل غيستابو في لندن ليكسب ثقة المتعاطفين مع النازيين وينقلوا إليه معلومات عن الأشخاص المستعدين لمساعدة ألمانيا في حالة الغزو. وعد إريك مجندوه بنقل المعلومات الاستخباراتية إلى برلين. أثارت العملية جدل واسع داخل المكتب الخامس، جادل فيها المعارضون بأنها فخ. بحلول نهاية الحرب، وصل عدد من حدد روبرتس ميولهم إلى مساعدة النازيين إلى 500 شخص. بالرغم من ذلك، لم يقم المكتب بملاحقتهم قضائيا وقام بتغطية العمل بدلا من ذلك حتى أنه أعطى بعض مجندي روبرتس ميداليات نازية.
بالتزامن مع ذلك، تولى القسم الفرعي بي 1 دي، للمكتب الخامس تحت إدارة العقيد روبن ستيفنز مهمة التحقيق والكشف عن جميع الأجانب الذين يدخلون البلاد للانتساب إلى المدرسة الملكية الوطنية. خضع أكثر من 30,000 فرد للمراقبة أرسل العملاء منهم إلى معسكر 020، منزل لاتشمير، للاستجواب. مع إرتفاع عدد المشتبة بهم استخدم معسكر 020 ار في هانتركومب، كمعسكر احتياطي بديل لاحتجاز السجناء لفترات طويلة.
يُعتقد أن ضابطين من المكتب الخامس شاركا في استجواب النازي الكبير هاينريش هيملر بعد اعتقاله عند نقطة تفتيش عسكرية في قرية بريميرفوردي شمال ألمانيا في مايو 1945. قبل أن ينتحر هيملر أثناء أحد الفحوص الطبية بواسطة كبسولة سيانيد أخفاها في فمه.
حصل هنري نواكس، أحد ضباط المكتب الخامس على إذن للاحتفاظ بحمالة بنطال هيملر ووثيقة الهوية المزورة التي كانت يحملها معه قبل اعتقاله.

### فترة ما بعد الحرب العالمية الثانية
في عام 1952، فوض رئيس الوزراء البريطاني مسئولية إدارة وتعيين المدير العام للمكتب الخامس إلى وزير الداخلية ديفيد ماكسويل فايف وطلب منه تحديد دور وأهداف المدير العام. لم تتغير الحالة القانونية للمكتب حتى عام 1989 عندما صدر قانون خدمة الأمن، أول قانون حكومي يقر بوجود الخدمة.
تعتبر فترة ما بعد الحرب العالمية الثانية من أصعب الفترات على المكتب الخامس مع حدوث تغيير كبير في موازين الساحة العالمية وتغيير مصدر التهديد ببداية الحرب الباردة، وتحدي وكالة الاستخبارات الروسية كيه جي بي للمكتب، وزيادة النزاع في أيرلندا الشمالية بالإضافة إلى عمليات الإرهاب الدولي. عان المكتب في تلك الفترة كثيرا فمع عدم وجود الكثير من الإنجازات للإعلان عنها للشعب ظهرت العديد من الإخفاقات الاستخباراتية التي تسببت في إحراج كلا من المكتب والحكومة. على سبيل المثال، في عام 1983، تم القبض على مايكل بيتاني، أحد عملاء المكتب الخامس أثناء محاولته بيع معلومات سرية لوكالة الاستخبارات الروسية. لتوجه إليه تهمة الجاسوسية والتخابر مع دول أجنبية. أثر كل ذلك سلبا على الروح المعنوية للشعب البريطاني بوجه عام وضباط المكتب بوجه خاص. الأمر الذي دفع المكتب إلى تعيين فيليب وودفيلد مستشارا للموظفين في أجهزة الأمن والاستخبارات لتلقى وحل أي مخاوف تتعلق بالخدمة لأي عضو سواء كان عضو حالي أو سابق لا يستطيع ذكرها أمام مكتب شئون الموظفين التقليدي.
في بداية السبعينيات، استطاع المكتب تفكيك حلقة تجسس سوفياتية كبيرة وطرد 105 من موظفي السفارة السوفيتية المعروفين أو المشتبه في تورطهم في أنشطة المخابرات من البلاد في عام 1971.
في منتصف الثمانينيات، ظهر روني ستونهام، أحد ضباط المكتب الخامس في حلقة مع بي بي سي شارك فيها في إجراءات التدقيق.
أثار المكتب في تلك الفترة العديد من المسائل الجدلية ونظريات المؤامرة عندما زعم البعض مراقبة المكتب للنقابات العمالية والسياسيين اليساريين. استشهدوا في ذلك في احتفاظ المكتب بملف لرئيس وزراء حزب العمال هارولد ويلسون منذ عام 1945، والنائب العمالي جاك سترو الذي أكد وجود ملف خاص به منذ كان طالب راديكالي.
```
من الجانب الأخر، يؤكد كريستوفر أندرو المؤرخ الرسمي للوكالة أن تلك المخاوف لا أساس لها من الصحة.
[
52
]
```

يعتبر عدم قدرة المكتب على كشف خماسي كامبريدج والقبض عليهم من أهم الإخفاقات التي حدثت في تاريخ المكتب. تكونت حلقة التجسس في السنوات ما بين الحربين واستطاعت الوصول إلى مناصب عليا في الحكومة واختراق أجهزة الإستخبارات نفسها. كثرت الأراء التي علقت على أسباب الفشل، كان من بينها وجود اختراق رفيع المستوى داخل المكتب. يعتقد بيتر رايت في كتابه المثير للجدل صائد الجاسوس تورط المدير العام السابق نفسه، روجر هوليس أو نائبه غراهام ميتشل. عرضت القضية على المحكمة عام 1974 لكنها لم تثبت صحة هذا الاتهام، وهو ما أكده لاحقا ضابط المخابرات السوفيتية السابق أوليغ جورديفسكي. استطاع المكتب بعد ذلك الكشف عن حلقة تجسس بورتلاند، حلقة تجسس أخرى بعد بلاغ من المنشق السوفيتي مايكل جولنيفسكي. أدى ذلك إلى عملية مراقبة واسعة النطاق على موظفي المكتب.
وجهت اتهامات قوية إلى المكتب الخامس لفشلها في الوفاء بالتزامها بتوفير الرعاية لعملاء الشرطة السابقين الذين تسللوا إلى الجيش الجمهوري الأيرلندي المؤقت أثناء الاضطرابات. من بين العملاء مارتن ماكغارتلاند وريموند جيلمور الذين أرسلوا في عام 2012 شكوى للصحفي ليام كلارك في بلفاست تلغراف يدعوا فيها أن المكتب تخلى عنهم على الرغم من المشاكل الصحية الشديدة التي حدثت بسبب العمل ومنها اضطرابات ما بعد الصدمة.
في 9 يناير 2002، بعد غزو الولايات المتحدة أفغانستان، وصل أول طاقم يتبع المكتب الخامس إلى قاعدة بغرام. في 12 يناير من نفس العام، بعد تقرير نشر من ضابط من جهاز الاستخبارات البريطاني يفيد بأن محتجزا قد تعرض لسوء معاملة، أرسل ضابط جهاز الاستخبارات البريطاني تعليمات حول كيفية التعامل مع الأسرى والمشتبة بهم الأفغان.

### دور جهاز الأمن في مكافحة الإرهاب

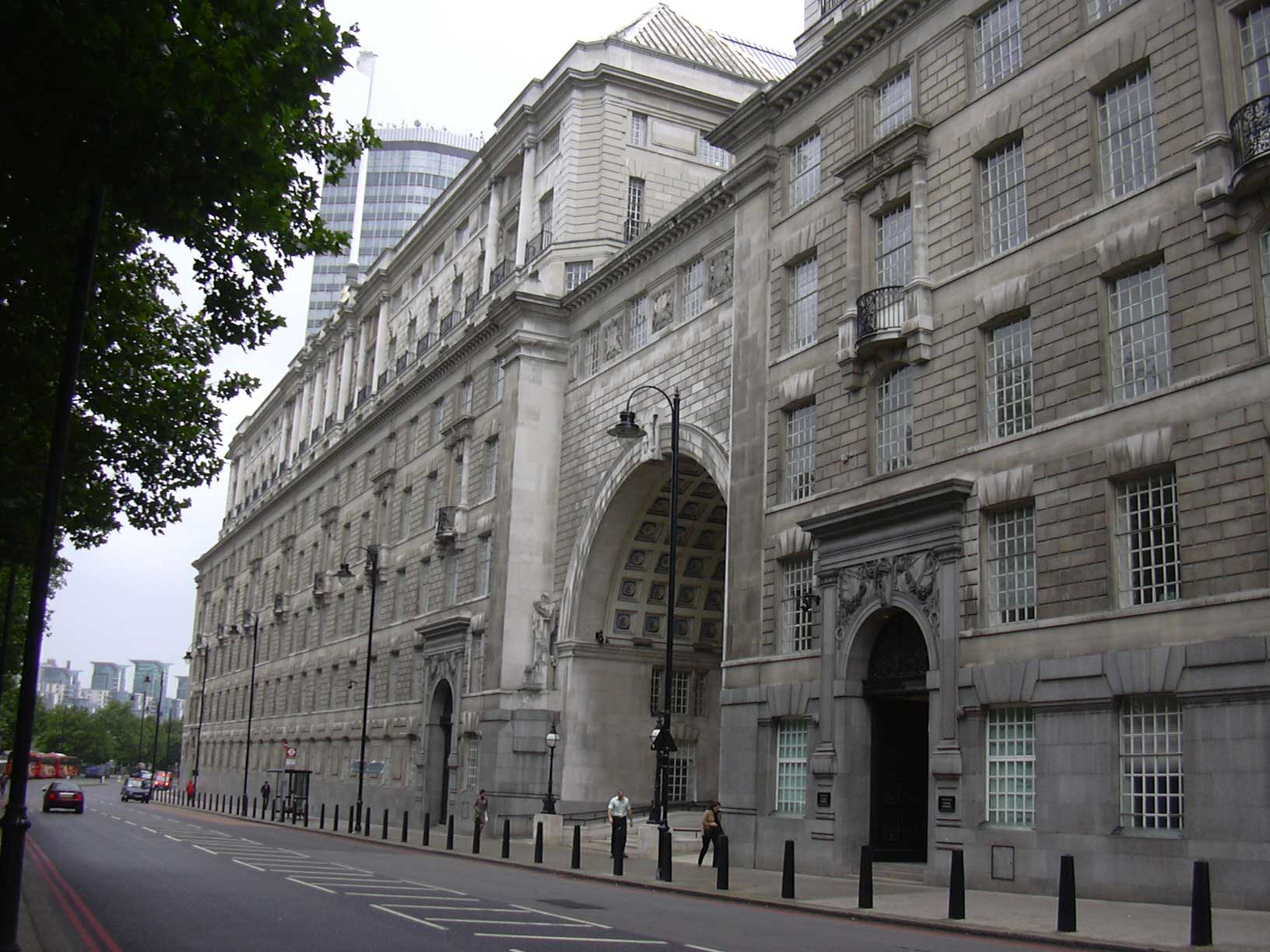
جزء من بيت التايمز

مع نهاية الحرب الباردة تغيرت إستراتيجية المكتب واتجه إلى التركيز على عمليات الخدمة وتولى مسؤولية التحقيق في جميع أنشطة الجمهورية الأيرلندية داخل بريطانيا وزيادة الجهود المبذولة في مكافحة الإرهاب اليميني والديني بشكل عام والتطرف الإسلامي بشكل خاص. في حين قدمت قوات الأمن البريطانية الدعم في مواجهة القوات شبه العسكرية الجمهوريانية منها والموالية في أيرلندا الشمالية منذ أوائل سبعينيات القرن الماضي. نتيجة لتلك السياسة، وجه مسؤلي الجماعات الجمهورية اتهام صريح للقوات البريطانية بمساندة الارهابيين وأكدوا على ذلك في عام 2006 مع إعلان لجنة تحقيق تابعة للحكومة الأيرلندية وجود أدلة على دعم القوات البريطانية للإرهابيين منذ سبيعينيات القرن الماضي مما تسبب في مقتل ثمانية عشر شخصًا.
في عام 2012، نشرت وثيقة تعتمد على مراجعة السير ديزموند دي سيلفا عن حادثة مقتل المحامي بلفاست باتريك فينوكين عام 1989 تثبت فيها تواطأ القوات البريطانية مع الجماعات الإرهابية.
أعلن رئيس الوزراء ديفيد كاميرون اعتذاره نيابه عن الحكومة البريطانية عن تلك الحادثة والحوادث المماثلة وأقر بمستويات كبيرة من التواطؤ مع الموالين في وكالات الدولة.
في 10 أكتوبر 2007، عادت المسؤولية الرئيسية عن استخبارات الأمن القومي في أيرلندا الشمالية إلى خدمة الأمن من دائرة الشرطة في أيرلندا الشمالية (PSNI)، قبل أن تنقل مرة أخرى إلى شرطة أولستر الملكية (RUC) أثناء Ulsterisation. في أبريل 2010، فجرت جماعة ريل أي أر إيه سيارة مفخخة بحمولة 120 رطل خارج قصر باركز في مقاطعة داون، مقر كلا من المكتب الخامس والكتيبة الثانية في ايرلندا الشمالية.
يوجد تعاون مشترك بين المكتب الخامس ووحدة المباحث الخاصة في جمهورية أيرلندا (SDU) وقسم مكافحة الإرهاب والاستخبارات في الشرطة الوطنية لا سيما فيما يتعلق بتهديدات اليمين المتطرف والإرهاب الجمهوري والديني. كما تمكن مجموعات الاتصال التنفيذية لدى المكتب الخامس من تبادل المعلومات الاستخباراتية السرية والحساسة في كثير من الأحيان مع الشرطة في سبيل تسهيل عمليات جمع الأدلة: ومقاضاة المشتبة بهم في المحاكم.

### الجريمة الخطيرة
في عام 1996، أضفى التشريع الطابع الرسمي على تمديد الاختصاص القانوني لجهاز الأمن ليشمل دعم وكالات إنفاذ القانون في عملها ضد الجرائم الخطيرة. جاء تنفيذ المهام كرد فعل حيث كان يتصرف بناء على طلب هيئات إنفاذ القانون مثل دائرة الاستخبارات الجنائية الوطنية (NCIS) المسئولة عن مهام المراقبة الإلكترونية والتنصت أثناء عملية ترينتي. انتقل هذا الدور فيما بعد إلى وكالة الجريمة المنظمة الخطيرة (إس أو سي إيه) ثم الوكالة الوطنية لمكافحة الجريمة (إن سي إيه).

### عمليات المراقبة
في عام 2001، بعد هجمات الحادي عشر من سبتمبر في الولايات المتحدة، بدأ المكتب الخامس عملية جمع بيانات الاتصالات الهاتفية الضخمة وفقا قانون الاتصالات لعام 1984 بدلا من قانون تنظيم سلطات التحقيق لعام 2000. ظلت تلك العملية سرية حتى أعلنها وزير الداخلية في عام 2015.
في يوليو 2006، اتهم عضو البرلمان نورمان بيكر الحكومة البريطانية بجمع وحفظ معلومات عن أشخاص لا يشكلون خطرا على البلد، بعد الإعلان أن المكتب الخامس يمتلك ملفات سرية لما يقرب من 272,000 شخص أي ما يعادل فرد من كل 160 فردا بالغا في المملكة المتحدة. قسمت تلك الملفات على نظام إشارت المرور:
- أخضر: نشط، ما يقرب من 10% من الملفات.
- عنبر: الاستفسارات محظورة، ويمكن إضافة مزيد من المعلومات، ما يقرب من 46% من الملفات.
- أحمر: الاستفسارات محظورة ولا يجوز إضافة معلومات، ما يقرب من 44% من الملفات.

### مشاركة عملاء المكتب الخامس في الأنشطة الإجرامية
في مارس 2018، أعلنت حكومة المملكة المتحدة بأنه يسمح لعملاء المكتب الخامس بالقيام بنشاط إجرامي داخل المملكة إذا دعت الضرورة. صرح ماو فوا، مدير منظمة ريبريف قائلا:
«بعد معركة قانونية استمرت سبعة شهور، اضطرت رئيسة الوزراء أخيرا إلى كشف أمرها السري، لكننا ما زلنا بعيدون جدا عن الشفافية المطلوبة. لا يزال الجمهور والبرلمان يجهولون متى يمكن للجواسيس البريطانيين ارتكاب جرائم جنائية، وإلى أي مدى يمكن أي يذهبوا. يجب على تيريزا ماي نشر هذه الإجابات دون تأخير».
في نوفمبر 2019، أدعت أربع منظمات حقوق إنسان أن لدى حكومة المملكة المتحدة سياسة ترجع إلى تسعينات القرن الماضي تسمح بها لعملاء المكتب الخامس ارتكاب جريمة دون القلق من الملاحقة القضائية في حالة حماية الأمن القومي أو الرخاء الإقتصادي للمملكة. اتجهت تلك المنظمات إلى محكمة سلطات التحقيق سعيا إلى الوصول إلى قانون يجرم تلك السياسة وإصدار أمر قضائي ضد السلوك غير القانوني.
في ديسمبر 2019، رفضت المحكمة طلب منظمات حقوق الإنسان بقرار 3 إلى 2. وفقا لتقرير بلومبيرغ إل بي، تشمل الأنشطة الإجرامية المحتملة التي لا يلاحق عليها أعضاء المكتب الخامس القتل والاختطاف والتعذيب.

### ادعاءات التواطؤ في التعذيب
في أكتوبر 2020، رفع رانجزيب أحمد دعوى مدنية ضد المكتب الخامس. يذكر في الدعوة أن وكالة الاستخبارات الباكستانية قامت باعتقاله عام 2006 وأن المكتب الخامس تواطئ في عمليتي الاستجواب والتعذيب داخل باكستان.

## المباني
في الفترة ما بين عامي 1912 و 1916، اختار المكتب الخامس منزل واترجيت في ذا ستراند مقرا لها قبل أن تنتقل إلى مباني أكبر في 16 شارع تشارلز بحلول الحرب العالمية الأولى.
بعد الحرب العالمية الأولى، انتقل مقر المكتب الخامس إلى مبنى أصغر حجما في 73- 75 كوين جين في 1919 ثم 35 طريق كرومويل في عام 1929. لم يلبث المقر طويلا في الكرومويل حيث انتقل مرة أخرى إلى الطابق العلوي من منزل التايمز في ميل بانك الحي الجنوبي في عام 1934.
ظل المكتب العام الأول من الحرب العالمية الثانية في ورم وود، قبل الانتقال إلى قصر بلينهايم، أوكسفوردشاير في عام 1940. أما بعد الحرب العالمية الثانية، في الفترة ما بين عامي 1945- 1976 اتخذ المكتب منزل ليكونفيلد مقرا له قبل أن ينتقل إلى 140 شارع جور وظل به حتى عام 1994. انتقل بعد ذلك إلى منزل التايمز مرة أخرى.
ضم منزل التايمز مركز تحليل الإرهاب المشترك (JTAC)، منظمة تابعة لجهاز الأمن حتى مارس 2013، ومكتب آيرلندا الشمالية. نشرت الشركة التي قامت ببنائه عن تفاصيل مركز عمليات شمالي في مانشستر الكبرى.

## المديرين العامين لجهاز الأمن

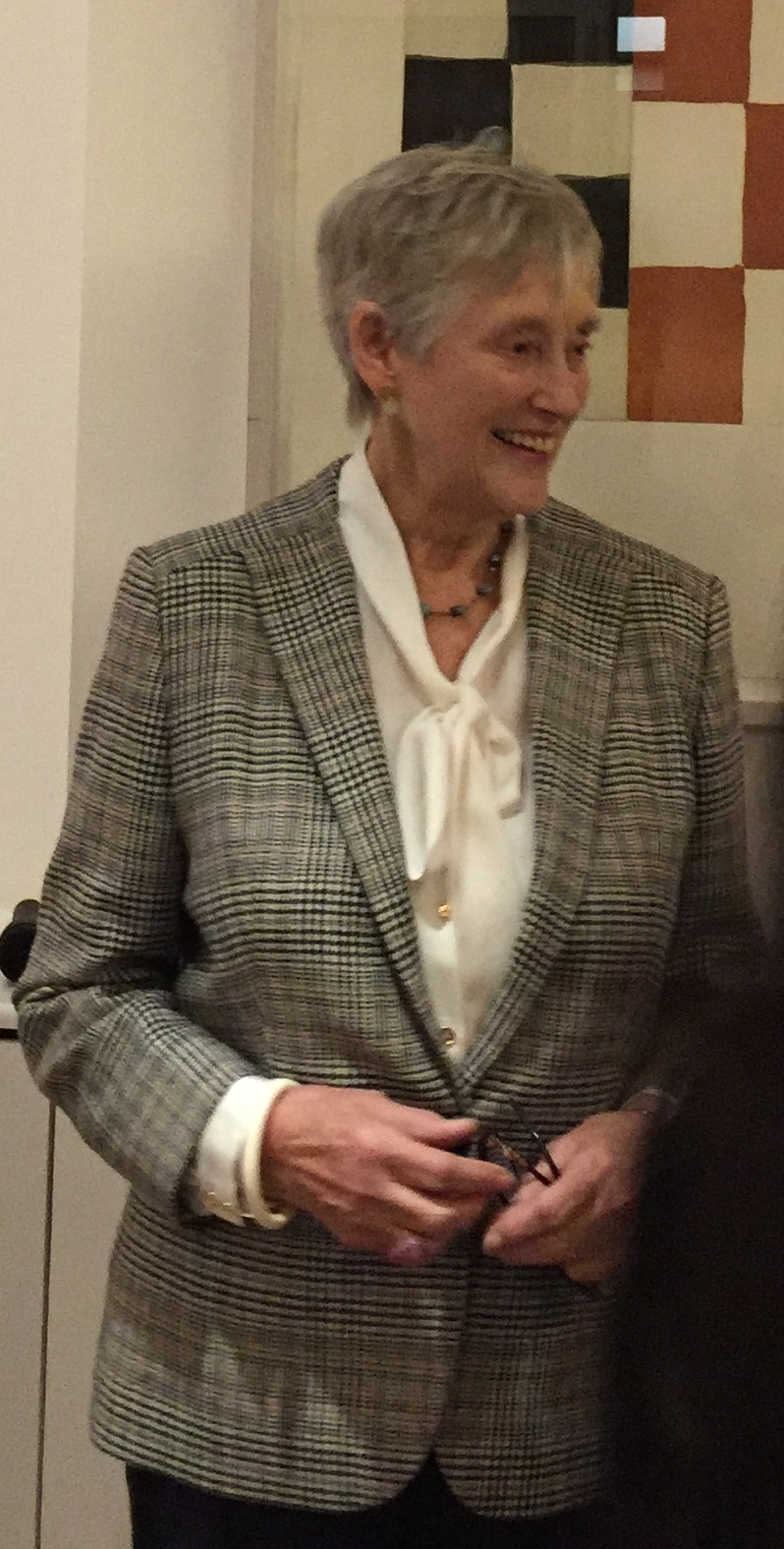
السيدة ستيلا ريمنجتون، أول سيدة تشغل منصب مدير عام المكتب الخامس

- في الفترة ما بين عامي 1909- 1940 : السير فيرنون كيل (ولد عام 1873- توفي عام 1942).
- في الفترة ما بين عامي 1940- 1941 : أوزوالد ألين هاركر (ولد عام 1886- توفي عام 1968)
- في الفترة ما بين عامي 1941- 1946 : السير ديفيد بيتري (ولد عام 1879- توفي عام 1961).
- في الفترة ما بين عامي 1946- 1953 : السير بيرسي سيليتو (ولد عام 1888- توفي عام 1962).
- في الفترة ما بين عامي 1956- 1965 : روجر هولز (ولد عام 1905- توفي عام 1973).
- في الفترة ما بين عامي 1965- 1972 : مارتن جونز (ولد عام 1912- توفي عام 1997).
- في الفترة ما بين عامي 1972- 1979 : مايكل هنلي (ولد عام 1972- توفي عام 1979).
- في الفترة ما بين عامي 1979- 1981 : هوارد سميث (ولد عام 1919- توفي عام 1996).
- في الفترة ما بين عامي 1981- 1985 : جون جونز (ولد عام 1923- توفي عام 1998).
- في الفترة ما بين عامي 1985- 1988 : أنتوني داف (ولد عام 1920- توفي عام 2000).
- في الفترة ما بين عامي 1988- 1992 : باتريك والكر (ولد عام 1923).
- في الفترة ما بين عامي 1992- 1996 : ستيلا ريمنجتون (ولدت عام 1935).
- في الفترة ما بين عامي 1996- 2002 : ستيفن لاندر (ولد عام 1947).
- في الفترة ما بين عامي 2002- 2007 : إليزا مانينغهام بولر (ولدت عام 1948).
- في الفترة ما بين عامي 2007- 2013 : جوناثان إيفانز (ولد عام 1958).
- في الفترة ما بين عامي 2013- 2020 : أندرو باركر (ولد عام 1962).
- في الفترة ما بين عامي 2020- الحالي : كين ماكالوم.

## الأسماء السابقة للمكتب الخامس
غالبا ما يشار إلى المكتب الخامس باسم إم أي 5 نظرا لكونه الاسم الرسمي للخدمة لمدة ثلاثة عشر عاما (من عام 1916 حتى عام 1929). ولا يزال يُستخدم كعنوان فرعي في الصفحات المختلفة لموقع الويب الرسمي لخدمة الأمن، وكذلك في عنوان الويب الخاص بهم.
- في أكتوبر 1909: تأسس كقسم داخلي لمكتب الخدمة السرية.
- في أبريل 1914: أصبح قسمًا فرعيًا لمديرية العمليات العسكرية في المكتب الحربي، القسم 5.
- في سبتمبر 1916: أصبحت تسمى شعبة المخابرات العسكرية- القسم الخامس.
- في عام 1929: أعيدت تسمية الجهاز إلى جهاز الأمن الدفاعي.
- في عام 1931: أعيدت تسمية الجهاز إلى خدمة الأمن.

## وصلات خارجية
- الموقع الرسمي للمكتب الخامس.
- سجلات خدمة الأمن- الأرشيف الوطني بالمملكة المتحدة.
- مجتمع المخابرات البريطانية عبر الإنترنت.

اليوتيوب
- تاريخ المكتب الخامس.
- ما الفرق بين إم أي 5 وإم أي 6؟